# Iglesia de San Bartolomé (Soria)
La Iglesia de San Bartolomé era una de las 35 parroquias con las que contaba la ciudad de Soria.

## Historia
La iglesia de San Bartolomé aparecía en el censo de Alfonso X elaborado en el año 1270. Esta iglesia se situaba en el lugar que ocupó en el siglo XIX el casino de la Constancia, se situaba en la Calle del Collado.
Aquí celebraban sus juntas los linajes de Chacilleres Someros y Chancilleres Hondoneros, hasta que en 1525, por disposición episcopal, se anexionó a la iglesia de La Mayor, donde se creó la capilla del mismo nombre, que sirvió a partir de entonces como lugar de reunión de esos linajes.

## Descripción
Era una pequeña iglesia, como casi todas las parroquias que aparecían en el censo de Alfonso X elaborado en 1270 y de estilo románico. 
Desapareció en 1525.